# Cocina solar

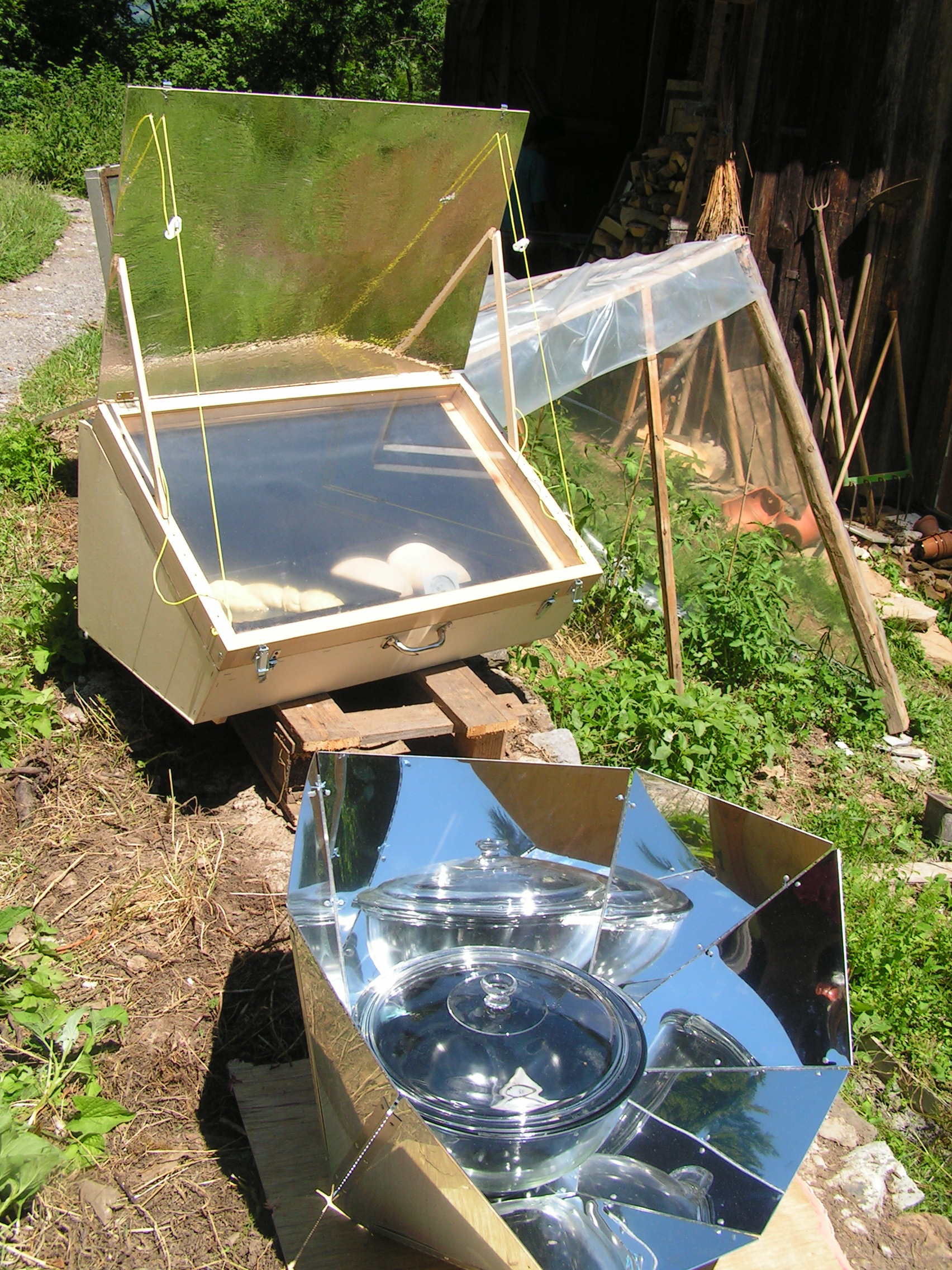
Hornos solares

Una cocina solar es un artefacto que permite cocinar alimentos aprovechando la energía solar térmica.  

## Tipos
- De concentración. Se concentra la radiación solar en un punto único, típicamente a través de un reflector parabólico.

- Horno o caja. Es una caja térmicamente aislada, diseñada para capturar la energía solar y mantener caliente su interior. Los materiales generalmente son de baja conducción de calor, lo que reduce el riesgo de quemaduras a los usuarios y evita la posibilidad de incendio.

## Principio de diseño de un estufa solar
El funcionamiento de un horno solar (cocina solar tipo caja) se basa en principio en algunos principios físicos.
- Efecto invernadero

Este efecto permite aumentar el calor dentro del horno. Es el resultado del calor en espacios cerrados en los que el sol incide a través de un material transparente como el cristal o el plástico. La luz visible pasa fácilmente a través del cristal y es absorbida y reflejada por los materiales que estén en el espacio cerrado. La energía de la luz que es absorbida principalmente por los metales se convierte en energía calorífica, la cual tiene una mayor longitud de onda. La mayoría de esta energía radiante, a causa de esta mayor longitud de onda, no puede atravesar el cristal y por consiguiente es atrapada en el interior del espacio cerrado. La luz reflejada, o se absorbe por los otros materiales en el espacio o atraviesa el cristal si no cambia su longitud de onda.
- Reflectores

Cuanta mayor cantidad de luz solar entre por la caja, mayor será la cantidad de energía dentro de ella, es por esto que generalmente se usan reflectores externos para aumentar la cantidad de luz solar incidente.
- Conducción

La segunda ley de la termodinámica plantea que el calor siempre viaja de lo caliente a lo frío. El calor dentro de una cocina solar se pierde fundamentalmente por conducción, radiación y convección.
El calor dentro de una cocina solar se pierde cuando viaja a través de las moléculas de todo el material de la caja hacia el aire fuera de la caja. Es por esto, que en todo diseño tradicional de un horno solar se usa un material llamado aislante térmico(como el corcho).
- Radiación

Lo que está tibio o caliente despide olas de calor, o irradia calor a su alrededor. Estas olas de calor se irradian de los objetos calientes a través del aire o el espacio. La mayor parte del calor radiante que se despide de las ollas calientes dentro de una cocina solar se refleja de vuelta a las ollas. Aunque los vidrios transparentes atrapan la mayoría del calor radiante, un poco escapa directamente a través del vidrio. El cristal atrapa el calor radiante mejor que la mayoría de los plásticos.
- Convección

Las moléculas de aire pueden entrar y salir de la caja a través de huecos o imperfecciones en la construcción, o al abrir la puerta; así, el aire caliente escapa del horno. Es por esto que si se quiere reducir las pérdidas de calor por este fenómeno se debe de fabricar un horno hermético y abrir la puerta lo menos posible.
- Almacenaje de calor

Cuando la densidad y el peso de los materiales dentro del armazón aislado de la cocina solar aumenta, la capacidad de la caja de mantener el calor se incrementa. Si introducimos en el horno metales, cazuelas pesadas, agua o comida dura que tarda mucho tiempo en calentarse, la energía entrante se almacena como calor en estos materiales pesados, retardando que el aire de la caja se caliente. Estos materiales densos, cargados con calor, seguirán irradiando ese calor dentro de la caja, manteniéndola caliente durante un largo período aunque el día se acabe.
- Volumen de la caja

Siendo todo igual, cuanto más grande sea el área de acumulación solar de la caja en relación con el área de pérdida de calor de la misma, tanto más alta será la temperatura de cocción. Dadas dos cajas que tengan áreas de acumulación solar de igual tamaño y proporción, aquella de menor profundidad será más caliente porque tiene menos área de pérdida de calor.
El sol, de forma generalizada, se mueve de este a oeste, es por esto que una cocina solar puesta de cara al sol de mediodía debe ser más larga en la dimensión este/oeste para hacer un mejor uso del reflector sobre un periodo de cocción de varias horas. Mientras el sol viaja a través del cielo, esta configuración da como resultado una temperatura de cocción más constante.
- De los colores

Los cuerpos, al incidir sobre ellos una radiación y dependiendo de sus características superficiales, absorben una parte de la radiación y reflejan el resto. El color que absorbe más luz y energía radiante que incide sobre él, es el color negro. De forma idealista, un cuerpo que no absorbe nada de radiación es un espejo perfecto (o vacío perfecto), y un cuerpo que absorbe toda la radiación es un cuerpo negro perfecto. Y de forma realista los cuerpos que absorben menos radiación son superficies especulares y los que absorben mayor radiación son superficies de color negro mate. Es por esto, que la mayoría de los metales usados dentro del interior de un horno (ollas, parrillas) son pintadas de color negro.

## Principio de diseño de un concentrador solar

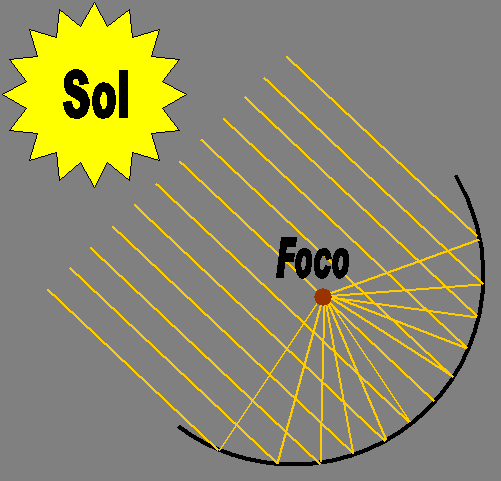
Concentrador solar.

La dirección de propagación de una onda se representa mediante líneas que se denominan rayos y según la forma de la superficie en la que inciden así será la dirección de los rayos reflejados. Cuando la forma de dicha superficie es parabólica todos los rayos que llegan paralelos al eje de la parábola se reflejan pasando por un mismo punto que se denomina  foco. Esta es la propiedad fundamental en que se basan todos los ingenios parabólicos.
Un concentrador solar es un instrumento que sencillamente consiste en la concentración en un solo foco de los rayos incidentes en una superficie, consiguiendo de esta manera alcanzar altas temperaturas que permiten el cocido de los alimentos. Basta con orientarlo adecuadamente en la dirección del sol, para lograr que los espejos cóncavos con que cuenta convenientemente orientados concentren los rayos solares.
Las cocinas que concentran la radiación solar levantan temperatura muy rápido y sirven para freír, pueden tener altas potencias de cocción y funcionan en cualquier día del año, habiendo sol directo con buena intensidad. Requieren ajustes mucho más frecuentes que las cocinas tipo horno, se necesita cuidar el alimento, al funcionar de forma similar a una cocina de gas y alcanzar altas temperaturas es necesario tomar las mismas precauciones que con una estufa de gas por lo que necesitan manejarse con más cuidado, por ejemplo, usar protección para las manos al tomar las ollas o cacerolas y para evitar deslumbramiento por el resplandor de la radiación que se refleja en el espejo se recomienda emplear gafas oscuras.

## Materiales de fabricación
Las cocinas tipo caja, están fabricadas a partir de varios materiales. Cada uno de ellos presenta ventajas y desventajas de rendimiento y/o económicas.
Crear una cocina de altas prestaciones utilizando materiales modernos hará más atractiva la cocina solar a la gente de los países desarrollados. Millones de personas pobres alrededor del mundo continúan cocinando usando leña. Esta gente nunca podría permitirse el lujo de una cocina hecha con materiales de alta tecnología. Se puede trabajar en la creación de cocinas más prácticas para la gente de los países desarrollados, o se puede investigar sobre cómo hacer cocinas más económicas y accesibles para la gente de los países no desarrollados.
A continuación un pequeño detalle de los materiales que posiblemente se pueden usar:
- Estructura

Se necesitan materiales estructurales para que la caja tenga y conserve una configuración y una forma dada, y sea duradera mucho tiempo.
Los materiales estructurales incluyen cartón, madera, madera contrachapada, mampostería, bambú, metal, cemento, ladrillos, piedras, cristal, fibra de vidrio, cañas tejidas, caña de indias, plástico, papel maché, arcilla, tierra pisada, corteza de árbol, telas aglomeradas con goma de pegar u otros materiales.
Muchos materiales que se comportan bien estructuralmente son demasiado densos para ser buenos aislantes. Para proporcionar las dos cosas, tanto cualidades de estabilidad estructural como de buen aislante, se necesita normalmente utilizar materiales distintos para la estructura y para el aislamiento.
A no ser que se use una cocina que vaya a estar donde llueva, el cartón será más que suficiente. El cartón es muy manejable y soporta muy bien el calor. El papel se quema aproximadamente a 200 °C (415 °F) y una cocina no alcanzará tal temperatura.
- Algunos
- Algunos Modelos
- Algunos

- Aislante térmico

A fin de que la caja alcance en su interior temperaturas lo suficientemente altas para cocinar, los muros y la parte inferior de la caja deben tener un buen valor de aislamiento (retención de calor).
Cuando se construye una cocina solar, es importante que los materiales aislantes rodeen el interior de la cavidad donde se cocina de la caja solar por todos los lados excepto por el lado acristalado normalmente el superior. Los materiales aislantes deben ser instalados para permitir la mínima conducción de calor desde los materiales estructurales del interior de la caja hacia los materiales estructurales del exterior de la caja. Cuanta menos pérdida de calor haya en la parte inferior de la caja, más altas serán las temperaturas de cocción.
Se pueden aislar las paredes con diferentes materiales. No se recomienda el uso del Fibroglass o del StyroFoam (esponja artificial) ya que desprenden gases tóxicos cuando se calientan. Los materiales naturales tales como el algodón, la lana, las plumas, o incluso el papel de periódico arrugado funcionan bien. Hay gente que prefiere dejar un hueco vacío, poniendo una capa de cartón ondulado como aislamiento. Esto hace que la cocina sea mucho menos pesada, y parece que funciona. La mayor parte del calor que se pierde en una cocina solar se produce por el cristal, o plástico (ventana), y no por las paredes. Esta es la razón por la cual unos cuantos puntos de pérdida de calor no afectan la eficacia ni la temperatura de una cocina solar.
- Ventana

Una superficie de la caja debe ser transparente y encararse al sol para suministrar calor vía efecto invernadero. Los materiales vidriados más comunes son el cristal y el plástico resistente a altas temperaturas como las bolsas para asar que se usan en las cocinas. Se utiliza doble vidrio, bien de cristal o de plástico para influir tanto en la ganancia como en la pérdida de calor, ya que el calor que contengan ingresará mayormente como energía lumínica y luego se convertirá en energía calórica por medio del absorbedor que coloquemos en nuestra cocina. El aire entre las dos capas de ventana nos servirá como un aislante de este calor, impidiéndole la liberación. Así mismo, Una alternativa tanto costosa como efectiva son los Tubos de Vacío, puesto que el vacío en su interior nos permite un mejor aislante.
La gente, generalmente, dice que el vidrio funciona hasta un 10 % mejor que el plástico. Y hay razones para creer esto, ya que en condiciones de viento, el vidrio no deja soltar tanto calor como el plástico. El plástico, por el contrario, es recomendado ya que es mucho menos frágil, fácil de transportar y funciona perfectamente. Un plástico fácil de obtener es el de las bolsas de plástico para hornos. Estos generalmente están de venta en supermercados. Hay muchos otros productos que también pueden funcionar, como el Plexiglás.
- Reflectores

Se emplean uno o más reflectores para hacer rebotar luz adicional dentro de la caja solar a fin de aumentar la temperatura de cocción. Este componente es opcional en climas ecuatoriales pero incrementa el resultado de cocción en regiones templadas del mundo. Para los reflectores se puede usar tanto aluminio como espejo, los espejos reflejan mejor, pero son muy frágiles y costosos. Mientras más reflectores tenga, más probable será que concentremos la radiación que caiga en nuestra cocina, por lo que se recomienda espejo fragmentado o aluminio arrugado.
- Recipientes

Para los recipientes lo ideal sería usar los de color oscuro, de poco peso y poco profundos (un poco más profundos que la comida que va a ser cocinada en ellos). Las sartenes de metal parece ser que son mejores. Las típicas latas brillantes de aluminio, pueden pintarse de negro o volverlos negros mediante el fuego y el calor.
|                                          |
| Cocina solar tipo caja (modelo Esteves). |

|                                           |
| Cocina solar tipo caja (modelo Sunstove). |

|                                                      |
| Cocina solar tipo concentrador parabólico Alsol 1.4. |

|                        |
| Horno Global Sun Oven. |

|                         |
| Scheffler 16 m² y 3 kW. |

|                                                          |
| Diversos tamaños de cocinas solares parabólicas (México) |

|                                          |
| Un paraguas convertido en un horno solar |

## Acerca de las temperaturas
La temperatura que puede alcanzar una cocina solar de caja o una de panel depende principalmente del número y tamaño de reflectores usados. Una cocina solar tipo Kerr-Cole (o también llamada caja) puede alcanzar los 150 °C (300 °F) que es la temperatura a la que se suelen cocinar los alimentos. Incluso siendo la temperatura exterior de 1 °C, dentro del horno se pueden superar los 87 °C. No se necesitan temperaturas más altas para cocinar. Un horno cocina perfectamente cuando alcanza los 90 °C (200 °F). Las temperaturas más altas solo sirven para cocinar más rápido o más cantidad y permiten cocinar en días sin mucho sol. De todas maneras mucha gente prefiere cocinar con temperaturas más bajas, ya que, pueden dejar su comida por la mañana e irse a trabajar. En una cocina solar tipo caja con un solo reflector, una vez cocinados los alimentos, la comida se mantiene caliente y no se quema. Es bueno recordar que la comida no puede sobrepasar los 100 º (212 °F) hasta que se evapore toda su agua. Las temperaturas que aparecen en los libros de cocina solo están para conseguir un cocinado más rápido o bien para que se doren.
Si las nubes tapan el Sol mientras se está cocinando, la comida continuaría cociéndose simplemente teniendo 20 minutos de sol por hora. No se recomienda cocinar carnes dejándolas solas si existe la posibilidad de nubes.

## Cocción de los alimentos
La cocción de alimentos es un proceso que requiere temperatura y tiempo. De hecho la cocción parte a los 50 o 60 °C. Mientras mayor sea la temperatura, más rápida es la cocción. El ideal es temperaturas es de 80 a 100 °C. Temperaturas mayores pueden destruir vitaminas y proteínas en los alimentos.
Hay algunos alimentos (los pescados) que se cuecen en forma óptima a muy baja temperatura. En cambio a otros, necesitan una temperatura más alta (de 135 a 145 °C) para que queden doraditos, por ejemplo, el pollo asado.
En las cocinas tipo horno no es posible freír. Esto porque si bien la cocina puede alcanzar los 180 a 200 °C, si se inicia la fritura la temperatura cae. Además en la fritura hay que ventilar bien para evacuar el vapor de agua que sale de los alimentos. Para freír con energía solar, se necesita usar cocinas con concentradores.
Por regla general, se puede calcular que con una cocina solar tipo caja con un solo reflector, la comida tomará más o menos el doble de tiempo que con un horno convencional. Como en este tipo de hornos la comida no se puede quemar, no hace falta ir a verla cuando cocina. Se puede simplemente dejar la comida en diferentes recipientes y encontrarla más tarde perfectamente cocinada.
Las cocinas solares de tipo caja tienen que girarse de acuerdo con la posición del Sol.
- Agua natural. En cualquier tipo de cocina solar el agua puede hacerse hervir. Un pequeño detalle es que para hacer el agua bebible solo es necesaria la pasteurización y no la esterilización. La pasteurización tiene lugar a los 65 °C (150 °F) en solo 20 minutos. Este tratamiento mata cualquier bacteria o ser patógeno, pero no malgasta la energía necesaria para la esterilización. Una de las razones por las cuales se dice a la gente de hervir el agua es la de que los termómetros no están disponibles en todo el mundo y se utiliza el hervido como indicador de temperatura.

- Pastas. Se puede cocinar pasta en una cocina solar. Para evitar que la pasta se haga demasiado pastosa, utiliza dos sartenes. Calienta la pasta seca con aceite en una sartén; y las especias con el líquido (caldo o agua) en otra. Quince o veinte minutos antes de comértelo, júntalo todo. Si vas a utilizar salsa, caliéntala en un recipiente aparte.

- Arroz. Una buena receta para probar, es un poco de arroz, ya que es fácil y queda muy diferente. En horno solar, no ocupa tanta agua.

- Papas. Las papas asadas se pueden preparar fácilmente en un concentrador parabólico. Se cuecen en menos de un minuto.

- Lentejas. Se preparan en horno solar aproximadamente en tres horas. Si se cocinan más tiempo, quedarán más suaves aunque no se quemarán, por lo que también se puede ir experimentando el tiempo adecuado en función del gusto de cada uno.

- Pizza. Existen recetas de pizzas basadas en cocinas solares. Las más comunes hacen uso de un concentrador parabólico, aunque también puede ser usado un horno solar.

- Envasado. Se puede utilizar un horno solar para envasar, pero solo frutas, los demás alimentos deben ser enlatados bajo presión.

- Crayones de cera.  Se puede utilizar el horno solar para derretir y reciclar crayones de cera.

## Uso en el mundo

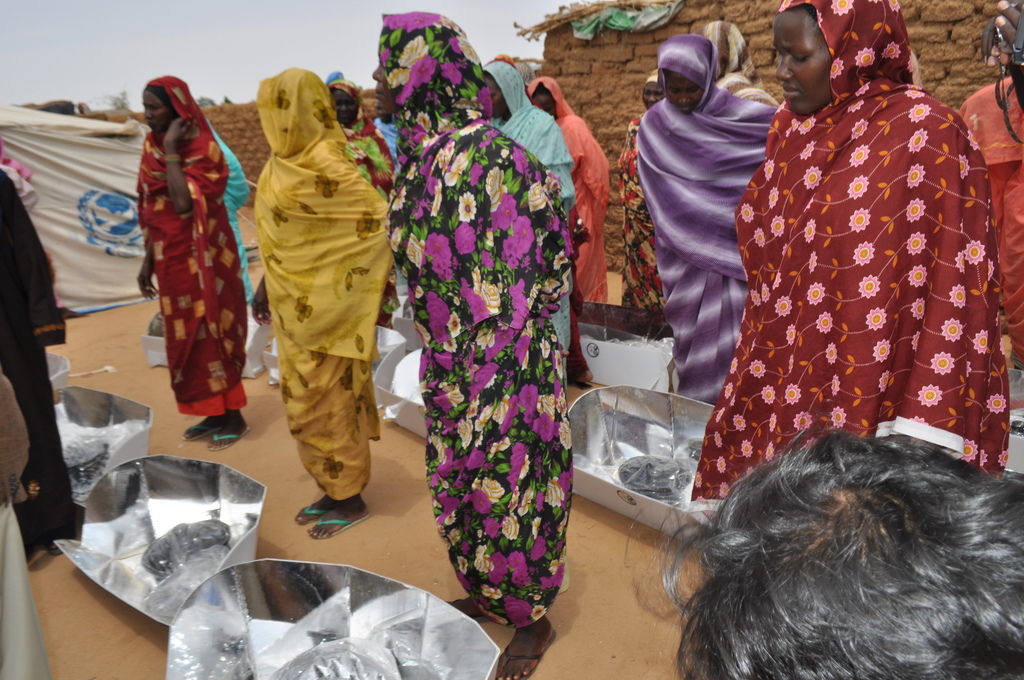
Los hornos a energía solar se han convertido en una alternativa en países emergentes donde el costo del combustible es elevado. En imagen: mujeres sudanesas aprendiendo a utilizar hornos solares

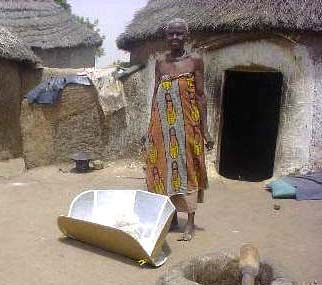
Una mujer en Ghana utiliza un horno solar para hervir el agua, pasteurizándola y previniendo enfermedades

En las regiones tropicales, en España, al norte de Chile y en el sur de los Estados Unidos se puede cocinar todo el año dependiendo del tiempo. En áreas como Canadá, se puede cocinar siempre que esté raso excepto los tres meses fríos del año.
Hay estudios serios que dicen que hay unas 100 000 cocinas solares en uso solo en China e India. Hay proyectos de cocinas solares en todos los países del mundo.
La cocina solar comunal más grande del mundo se encuentra en Abu Road, India y está ubicada en las instalaciones de la sede central de la Academia Mundial Brama Kumaris y funciona satisfactoriamente desde 1999. Hay que decir que es una instalación híbrida, ya que dispone de un sistema de gasoil de apoyo que hace fiable al sistema bajo todas las condiciones climáticas. Está constituida por seis unidades con 14 concentradores parabólicos Scheffler, cada uno con 10 m² de área de superficie de reflector y 3,5 kW de potencia.
A pesar de que las cocinas solares son muy buenas, no son ampliamente usadas porque la gente no tiene conocimiento de la posibilidad de cocinar con el sol, sin mencionar el tiempo de espera en comparación con hornos a base de combustibles no convencionales. Los proyectos que más se han extendido han sido los que han sido desarrollados en los sitios más necesitados, en los que el clima ha sido el idóneo y donde los promotores han profundizado más.
A causa de una excesiva publicación de los defectos de estos mecanismos y de sus desventajas, en algunos proyectos de desarrollo de los años 60, muchos aún creían que la cocina solar no era factible.
Las cocinas solares de cajas de cartón pueden ser apropiadas para muchas culturas, porque los materiales son generalmente asequibles y baratos. Pero las desventajas del cartón incluyen susceptibilidades por la barrera de humedad y la carencia de durabilidad comparado con otros materiales.
La estética es normalmente importante. Las culturas que tienen como normales las formas redondeadas pueden rechazar el concepto global de cocina solar a causa de que la caja es cuadrada. Y ciertos estratos sociales pueden rechazar el cartón por considerarlo como un material de poca categoría.
El proyecto de la cocina solar en el Himalaya indio, pagado por el Proyecto Indo-Alemán Dhauladhar, es una aplicación afortunada de los principios de la cocina solar que necesita una cultura particular. Los participantes en el proyecto Dhauladhar, gracias a la adaptación de los conceptos de la cocina solar a las necesidades y costumbres locales, demostraron un proceso de transferencia de tecnología eficaz. Los materiales proceden de la economía de mercado, de la economía local, y de economía de subsistencia no monetaria. Utilizando materiales y técnicas sencillos es fácil preparar a los constructores y ayudar a la gente a mantener sus cocinas.
Además cabe señalar que este proyecto fue construido debido a que en el mundo existen muchas familias afectadas por la pobreza. En todo el mundo gastan el 25 % o más de sus ingresos en combustibles para cocinar

## Ventajas y desventajas
Ventajas 
- Facilidad de uso.
- No contaminan, son muy ecológicas.
- No necesitan electricidad, ni combustible.
- Fomenta el uso de energías renovables.
- Se economiza en cuanto a dinero utilizado en la cocción de alimentos.
- La tecnología y conocimientos necesarios de fabricación es muy accesible.
- Existe alta disponibilidad de los materiales de fabricación.
- Los materiales de fabricación son económicos.
- Como frecuentemente los materiales de fabricación son sintéticos e impermeables, la cocina solar presenta un alto grado de limpieza.
- Es una buena solución en lugares donde el clima permite su uso cotidiano.
- Es un beneficio en países y sitios donde los recursos energéticos para cocinar son escasos o de costos demasiado altos.
- No se precisa un gran área de trabajo.
- Se puede transportar de ser deseado.

 Desventajas  (Hay que diferenciar entre diversos tipos y calidades de cocinas solares, las hay más eficientes que otras)
- Si el cielo no está del todo despejado, se requiere más tiempo para cocinar. Con cielo azul los tiempo de cocción son equivalentes a una cocina de gas o eléctrica, dependiendo de la época en la que nos encontremos, pues no habrá la misma radiación en un día de invierno que en uno de verano.
- Los hornos solares son más lentos que las cocinas solares parabólicas.
- Depende de las condiciones del tiempo para poder cocinar. No es posible cocinar con días nublados o con lluvia.
- Solo se puede ocupar de día, aunque con el uso de una cesta aislante se puede prolongar el efecto de la cocción varias horas.
- No poseemos el mismo control ni área de trabajo que en un horno a gas/eléctrico.